# بوجير
 بوجير  (بالفارسية: روستاى بوچیر) قرية كبيرة، تـتبع البلدة المركزية (القابندية) (بالفارسية: بخش مرکزی شهرستان گاوبندی (پارسيان)) ، في محافظة هرمزگان في جنوب إيران. وتبعد عن قرية (هميران) 7 كيلومترات، وتقع على جانب الغربي من القرية، و جبل سنجول ،و كانت القرية في الماضي تحت حكم الحماديون .

## السكان
يبلغ عدد سكان هذه القرية حسب تعداد السكان لعام 2006 للميلاد، 4406 نسمه تشكل (200عائلة) من أهل السنة والجماعة، وعلى المذهب الشافعي .
لهم عدة مساجد، ومدرسة، وعيادة صحية صغيرة، وبركتان لحفظ مياه الأمطار، وبها المرافق العامة كالماء، والكهرباء، والهاتف والبريد، يقوم السكان باالزراعة ، و تربية المواشي والأغنام.

## آثار تاريخية
قلعة بوجير  أو قلعة الحماديون ، قلعة حصينة بناها الحماديون وكان مقر حكمهم ما يقارب مئة عام. تقع القلعة في الضلع الجنوبي من القرية، على بعد 600 متر على تلة مرتفعة.

## وصلات خارجية
- قرية بوچیر الفارسية